# Dana Plotogea-Cojocea
Dana Elena Plotogea-Cojocea, née le 30 septembre 1981 à Brașov, est une biathlète roumaine. Elle a participé à trois éditions des jeux olympiques.

## Biographie
Dana Plotogea démarre la pratique du biathlon en 1994 et est entraîné par Gheorghe Gârniță.
Elle fait ses débuts en Coupe du monde en 1999. En 2001, elle est vice-championne du monde junior de l'individuelle. En 2002, elle participe pour la première fois aux Jeux olympiques où elle n'obtient pas de résultat significatif. Elle marque ses premiers points en Coupe du monde lors de la saison 2004-2005 et l'étape de Turin-Cesana San Sicario avec une 24e place sur l'individuelle. Finalement son meilleur classement international intervient en 2009, aux Championnats du monde de Pyeongchang où elle finit 16e du sprint. Aux Jeux olympiques d'hiver de 2010, sa dernière compétition majeure, elle est notamment dixième lors du relais.

## Palmarès

### Jeux olympiques
| Épreuve / Édition                   | Individuelle | Sprint | Poursuite | Départ en ligne | Relais |
| Jeux olympiques 2002 Salt Lake City | 61e          | 55e    | LAP       | —               | —      |
| Jeux olympiques 2006 Turin          | 72e          | 48e    | 33e       | —               | 14e    |
| Jeux olympiques 2010 Vancouver      | 80e          | 48e    | 51e       | —               | 9e     |

- — : épreuve non disputée par la biathlète

### Championnats du monde
| Épreuve / Édition                | Individuelle | Sprint | Poursuite | Départ en masse | Relais | Relais mixte                     |
| Mondiaux 2004 Oberhof            | 54e          | 51e    | 39e       | -               | -      | Épreuve inexistante à cette date |
| Mondiaux 2005 Hochfilzen         | 45e          | 48e    | 44e       | -               | 14e    | Épreuve inexistante à cette date |
| Mondiaux 2007 Antholz-Anterselva | 57e          | 25e    | 45e       | -               | 11e    | -                                |
| Mondiaux 2008 Östersund          | 73e          | 62e    | -         | -               | 11e    | -                                |
| Mondiaux 2009 Pyeongchang        | 50e          | 16e    | 35e       | -               | 8e     | -                                |

Légende :

 :épreuve inexistante

- : n'a pas participé à l'épreuve

### Coupe du monde
- Meilleur classement général : 67e en 2009.
- Meilleur résultat individuel : 16e.

#### Classements annuels
| Année | Classement général final |
| 2005  | 77e                      |
| 2007  | 71e                      |
| 2009  | 67e                      |

### Autres
- Vice-championne du monde junior en 2001 de l'individuelle.
- Championne de Roumanie en poursuite en 2010[2].